# Kildedal Park
Kildedal Park er en park beliggende i Egedal Kommune, 500 meter nord for Kildedal Station. 
I området er der pr. 2006 planlagt et Kristensen Group-projekt der har til formål at skabe Nordeuropas største ferie- og oplevelsescenter med 2000 ferieboliger.
Arealerne til projektet er solgt af Egedal kommune til Kristensen Group for 105 millioner.[kilde mangler]
Projektet møder lokal modstand.[kilde mangler]
Men projektet møder også stor lokal opbakning. Specielt efter den seneste udvikling i planerne.  
Gennem snart to års forarbejde har bygherren, den Ålborg-baserede Kristensen Group  arbejdet målrettet på at planlægge et ferie- og oplevelsesresort, som opfylder ikke kun nutidens – men også fremtidens – krav til en bebyggelse.  
Her er kodeordene blandt andet energi- og miljøbevidsthed, CO2 neutralitet, autenticitet og velvære og udvikling – psykisk som fysisk. 
Med det for øje vil de 89 hektar morænelandskab, med de 1615 energiklasse 1 boliger, og de 35.000 m2 centerbygninger komme til dels at afspejle det område og den kultur, de er bygget i. 
Samt tilbyde et væld af aktiverende og udviklende aktiviteter for besøgende i alle aldre
På den måde vil Kildedal blive et eksempel ikke kun på dansk oplevelseskultur, men også på de transformationsøkonomiske principper, der – i følge den amerikanske marketingsguru Joseph Pine – vil præge vores samfund i årene, der kommer. 
Masterplanen for området blev præsenteret ved et borgermøde i Smørum Idrætscenter, mandag 2. februar 2009. Udarbejdelse af lokalplan, kommuneplantillæg og VVM-redegørelse (Vurdering af Virkninger på Miljøet) forventes afsluttet i 2009. Fra 2010 kan byggeriet sættes i gang, og første etape af de 1615 boliger forventes at stå klar i 2012. 
Udover Kristensen Group er også Egedal Kommune, Arkitema Architects, Grontmij/Carl Bro involveret. De anslåede anlægsudgifter vurderes til 4 milliarder kroner; en finansiering som tilvejebringes gennem salg af boligerne til private investorer. Målgruppen er familier samt mindre virksomheder med interesse i at have adgang til god overnatning tæt på København. 